# 51.ª Brigada mecanizada da Guarda (Ucrânia)
A 51.ª Brigada Mecanizada da Guarda era uma unidade das Forças Terrestres Ucranianas, estacionadas em Volodimir no oblast da Volínia, na fronteira com a Polônia. A Brigada desenhou sua história a partir da 51.ª Divisão de Rifles da Guarda, que foi formada a partir da 76.ª Divisão de Rifles no meio da Segunda Guerra Mundial. No final de 1942, a 76.ª Divisão de Rifles dizimou a força alemã que mantinha e protegia Kletskaya, uma importante cidade industrial com inúmeras indústrias metalúrgicas. Para isso, a divisão passou a fazer parte da Guarda (Советская Гвардия) em 23 de novembro de 1942, e ficou conhecida como a 51.ª Divisão de Rifles da Guarda.

## História

### Participação na Segunda Guerra Mundial

#### Stalingrado, Kursk e o Báltico: 1943-1945
Em novembro de 1942, a recém renomeada Divisão foi enviada de volta a Stalingrado, onde ajudou a cercar e capturar os 6º e 4º Exércitos Panzer alemães durante a Operação Urano. Por sua participação em Stalingrado a unidade foi condecorada com a Ordem de Lenin. No verão de 1943, foi enviada para reforçar os tanques e outros veículos blindados que lutavam na Batalha de Kursk na Ucrânia, retomando mais uma vez as cidades de Belgorod e Bogodouqovye. De Kursk, a divisão foi enviada para o norte para repelir os Grupos do Exército Alemão Centro e Norte. Sob o comando do general Ivan Bagramyan, comandante da 1.ª Frente Báltica, libertou as cidades bielorrussas de Vitebsk e Polotski. Continuando seu avanço para o oeste, a 51.ª Divisão da Guarda participou da expulsão do Grupo de Exércitos Norte das antigas repúblicas soviéticas anexadas pela União Soviética em 1940, Letônia e Lituânia.
Seu sacrifício e coragem em recapturar Vitebsk foram reconhecidos ao receber o título honorário de Vitebskyan em outubro de 1944. Um dos artilheiros da divisão Aramais Sarkisyan foi morto em combate na Bielorrússia em 25 de junho de 1944 e foi reconhecido como Herói da União Soviética, o título honorário mais alto para indivíduos na União Soviética. Na província letã da Península da Curlândia foi o bastião final do Grupo de Exércitos da Curlândia. Apesar das repetidas tentativas de tomar a região, as unidades alemãs resistiram e se defenderam com sucesso das ofensivas do Exército Vermelho. Em maio de 1945, a 51.ª Divisão foi enviada para a Curlândia, onde conseguiu isolar as forças restantes na península. Em 8 de maio de 1945, o restante da guarnição se rendeu. A 51.ª divisão passou por aproximadamente 7.000 quilômetros do antigo território soviético e libertou mais de 600 vilas e cidades das forças de ocupação do Eixo. Vinte e um homens da divisão foram reconhecidos como Heróis da União Soviética.
O título honorário que a divisão ganhou ao final da guerra foi '51 Rifles da Guarda de Vitebsk, Ordem de Lenin, Divisão da Bandeira Vermelha, armênia em nome de Voroshilov.' 

### Pós-Segunda Guerra Mundial

#### União Soviética
A 51.ª da Guarda MRD (primeira formação) foi formada após a Segunda Guerra Mundial a partir da 51.ª Divisão de Rifles da Guarda, mas dissolvida no final da década de 1950 no Distrito Militar do Báltico. Suas honras e prêmios foram assumidos pela 29.ª Divisão de Foguetes da Guarda das Forças de Foguetes Estratégicos.
No final de 1947, a 15.ª Divisão de Rifles da Guarda foi transferida da cidade austríaca de Vladimir-Volyn para Lyuboml. Nos anos do pós-guerra, os soldados da unidade ajudaram os civis a reconstruir a economia no pós-guerra, a colheita, estiveram envolvidos na construção de sistemas de irrigação no Kuban e na Crimeia. Em setembro de 1965, em uma Ordem do Ministro da Defesa da União Soviética parabenizando a 51.ª Divisão de Rifles da Guarda, que deu firmemente os primeiros golpes da guerra germano-soviética, a 15.ª Divisão de Rifles da Guarda recebeu o número "51" e o título honorário de " Perekopskaya ", tornando-se a 51.ª Divisão de Rifles Motorizados da Guarda (segunda formação). Permaneceu como parte do 13º Exército (União Soviética) no Distrito Militar dos Cárpatos desde o final da década de 1940 (quando foi transferido do 5º Exército da Guarda) até a queda da União Soviética.
Em 1988, a divisão compreendia o 170º Regimento de Tanques, 44º Regimento de Rifles Motorizados da Guarda, 47º Regimento de Rifles Motorizados da Guarda, 50º Regimento de Rifles Motorizados da Guarda, 43º Regimento de Artilharia da Guarda e 59º Regimento de Foguetes Antiaéreos, além de unidades menores.

#### Ucrânia independente
Em 19 de janeiro de 1992, o pessoal da divisão fez o juramento de fidelidade ao povo ucraniano, após a dissolução da União Soviética e a Declaração de Independência da Ucrânia de 1991. Durante a década de 1990, o 13º Exército foi renomeado como 13º Corpo de Exército. Em 17 de setembro de 1999, no âmbito do 800º aniversário do reino da Galícia-Volínia e para marcar o 60º aniversário do estabelecimento da Divisão recebido do Presidente da Ucrânia, Comandante Supremo das Forças Armadas da Ucrânia o estandarte Leonid Kuchma e o título honorário de "Volyn" (Ukaz No. 1193/99).
Cerca de 400 reservistas serão adicionados ao pessoal da brigada em tempo de guerra para elevar o número de tropas à força de guerra. A idade média das reservas, que em 2005 consistia de 440 oficiais, sargentos e soldados, é de 25 a 30 anos.
A brigada esteve envolvida na tentativa do exército de parar o separatismo durante o conflito pró-Rússia de 2014 na Ucrânia.  Ela sofreu 18 mortes após ser emboscada perto de Volnovakha em 22 de maio de 2014. No final de julho de 2014, 40 homens da brigada cruzaram o território russo. Na primeira semana de agosto, eles retornaram à Ucrânia por vontade própria. Alguns deles foram acusados de deserção. Durante agosto de 2014, a brigada fez três tentativas malsucedidas de retomar Ilovaisk. Em 25 de agosto, um soldado da brigada, Andrei Krupa foi capturado pelas tropas russas e libertado um mês depois.
Em outubro de 2014, o presidente Petro Poroshenko ordenou a dissolução da brigada. Elementos da brigada julgados com bom desempenho em combate tornaram-se a nova 14ª Brigada Mecanizada.

## Ordem de Batalha da brigada

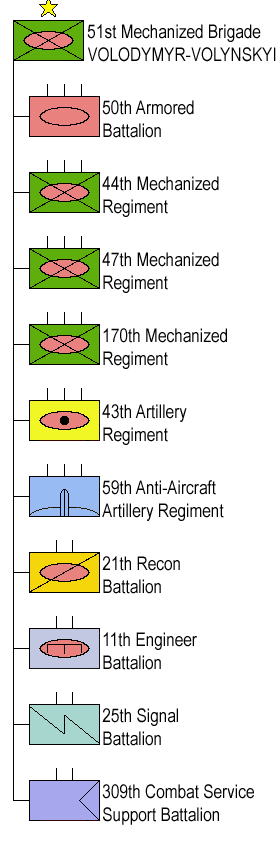
Ordem de batalha da 51.ª Brigada mecanizada da Guarda (1990)

- 50º Batalhão separado de Blindados
- 44º Regimento Mecanizado
- 47º Regimento Mecanizado
- 170º Regimento Mecanizado
- 11º Batalhão de Engenharia (Brovary)
- 21º Batalhão separado de Reconhecimento
- 309º Batalhão de Apoio ao Serviço de Combate
- 43º Regimento de Artilharia
- 59º Regimento de Artilharia Antiaérea
- 25º Batalhão de Sinais
- 24º Centro de Treinamento de Campo (Avançado)

## Condecorações
- 1942 recebeu a Ordem de Lenin
- ??? recebeu a Ordem da Bandeira Vermelha (2)
- ??? recebeu a Ordem de Suvorov
- ??? recebeu a Ordem de Kutuzov

## Comandantes famosos
- Coronel Volodymyr Kravchenko